# Oficyna Florencka
Oficyna Florencka – oficyna drukarska założona we Florencji przez typografa Samuela Tyszkiewicza w 1926 roku, istniejąca tam do 1939 roku. Była znana jako Stamperia Polacca i Tyszkieviciana Typographia. 
Drukowano w niej pisma w językach: polskim, włoskim i angielskim. Tyszkiewicz używał XVII-wiecznych czcionek Nicolas Cochin. W 1929 Oficyna wydała kilka książek o sztuce, m.in. Fiorenza (urozmaiona drzeworytami Tadeusza Cieślewskiego), także Sonety krymskie Adama Mickiewicza, Życie nowe Dantego. 
Oficyna otrzymała nagrodę Grand Prix na wystawie w Paryżu w 1937 roku. 
W czasie II wojny światowej przeniesiona do Nicei. Ponownie uruchomiona we Florencji w 1947 roku, istniała do 1954. Po śmierci Tyszkiewicza w 1954 reszta zasobów drukarni została przekazana przez jego żonę polskim władzom, te zaś umieściły je w Bibliotece Narodowej.